# مركز صبيحا
مركز صبيحا هو مركز إداري يتبع محافظة طبرجل في منطقة الجوف في المملكة العربية السعودية. وفقاً لإحصاء سنة 2010 بلغ عدد سكان المركز 30 سعودي.

## المصدر
- دليل الخدمات: منطقة الجوف. مصلحة الاحصاءات العامة والمعلومات، المملكة العربية السعودية.